# 中井環
中井 環（なかい たまき、1955年 - ）は、日本の実業家、リードケミカル株式会社代表取締役社長。

## 人物・経歴
1955年、富山県富山市生まれ。1978年、立教大学経済学部卒業。1880年、東亜薬品株式会社入社。1984年常務。1994年専務、2007年から取締役副社長。1994年からリードケミカルの監査役を兼務。2019年、リードケミカル代表取締役社長。東亜薬品社長で現富山県薬業連合会会長の中井敏郎は兄にあたる。
また、リードケミカル創業者の森政雄が収集した日本刀などを展示公開する公益財団法人秋水美術館の代表理事でもある。